# Benjamin Bourigeaud
Benjamin Bourigeaud, né le 14 janvier 1994 à Calais (Pas-de-Calais), est un footballeur français qui évolue au poste de milieu de terrain au Al-Duhail SC.

## Biographie

### Formation au RC Lens

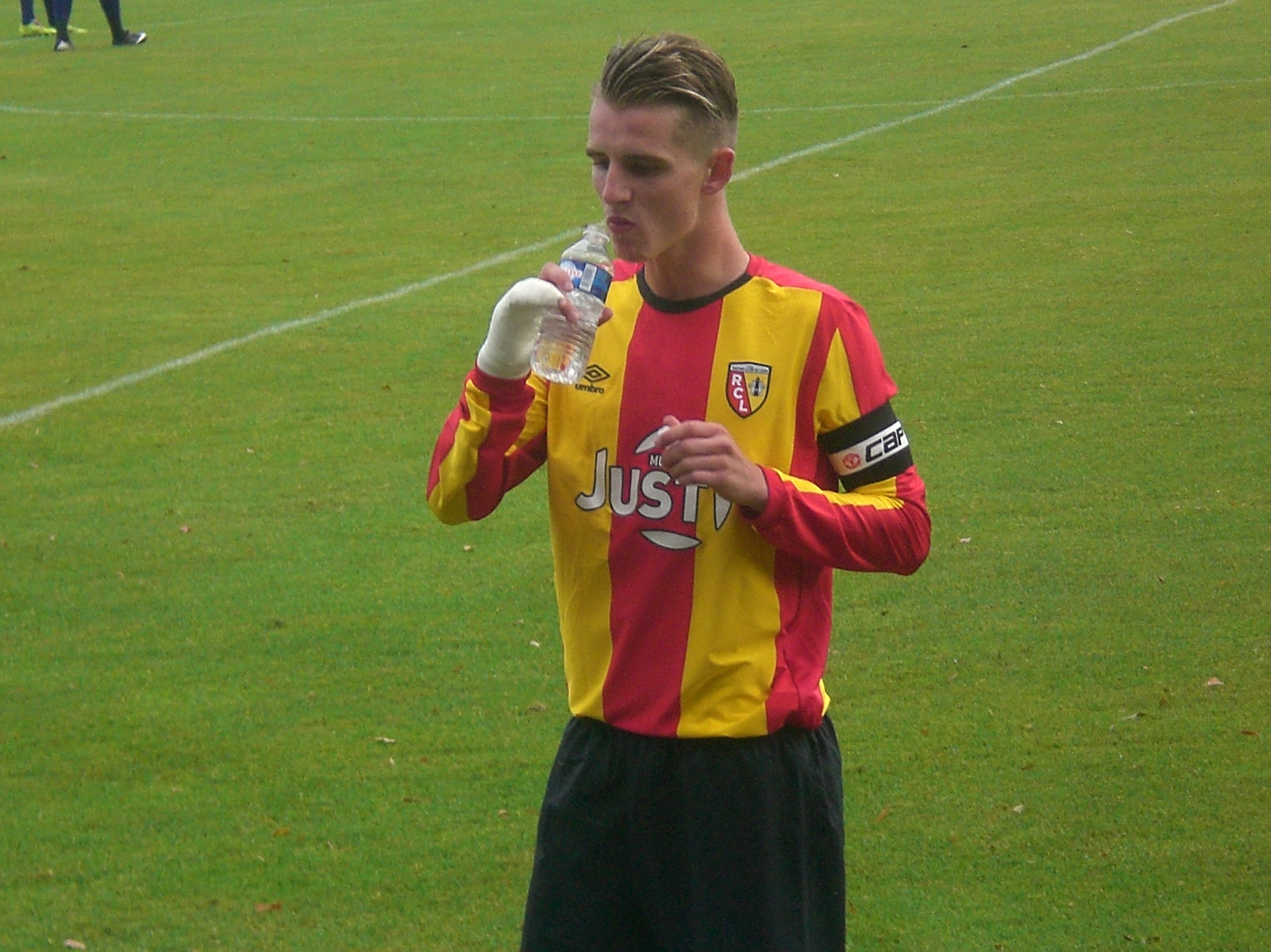
Benjamin Bourigeaud sous les couleurs du RC Lens (2015).

Benjamin Bourigeaud rejoint le RC Lens en 2005 après avoir été membre de clubs de la région de Calais      dans le Pas-de-Calais, sa ville natale, tels que le Calais Beau-Marais Football et l'Entente Sportive du Calaisis et de Coulogne. Après avoir évolué dans les équipes lensoises de jeunes, il se retrouve remplaçant lors du quart de finale de Coupe de France disputé et perdu par le RC Lens, alors membre de Ligue 2, contre les Girondins de Bordeaux.

#### Saison 2013-2014
Encore amateur, il participe à la préparation de la saison 2013-2014 avec le groupe professionnel et est présent lors d'un stage qui s'effectue à Abbeville en juillet. Lors d'un match amical, il est victime d'une fracture d'une clavicule. Porteur du numéro 34 réservé à des joueurs du centre de formation, il découvre la Ligue 2 à l'occasion d'un match disputé à Niort en novembre. Un mois plus tard, Benjamin Bourigeaud signe un premier contrat professionnel d'une durée de trois ans, une quatrième saison étant en option. Benjamin Bourigeaud, porteur ensuite du numéro 29, dispute quinze autres matchs en Ligue 2 dans cette saison qui se solde pour le RC Lens par une montée en Ligue 1 et un nouveau quart de finale en Coupe de France où cette fois le RC Lens est battu par l'AS Monaco six à zéro. Contrairement à la saison précédente, Benjamin Bourigeaud dispute ce match en rentrant en jeu dans le dernier quart d'heure.

#### Saison 2014-2015
Au sein d'un effectif lensois limité en raison des problèmes financiers du club, Benjamin Bourigeaud dispute régulièrement des matchs du RC Lens en Ligue 1. Il inscrit son premier but à ce niveau lors de la onzième journée et un déplacement face au Toulouse FC, un match gagné deux à zéro par le RC Lens. Benjamin Bourigeaud est également passeur décisif puis buteur lors de la réception à la quinzième journée du FC Metz en novembre 2014. En mars 2015, il se blesse à l'occasion d'une rencontre jouée avec l'équipe réserve du RC Lens. Atteint d'une fracture du cinquième métatarse, sa blessure nécessite une intervention chirurgicale et une absence de la compétition durant le reste de la saison 2014-2015.

#### Saison 2015-2016
Lors de la saison 2015-2016, Antoine Kombouaré s'appuie largement sur Benjamin Bourigeaud qui est alors un titulaire à part entière. Le club se classe sixième du championnat et n'atteint toujours pas son objectif de remontée en Ligue 1.

### Transfert au Stade rennais FC

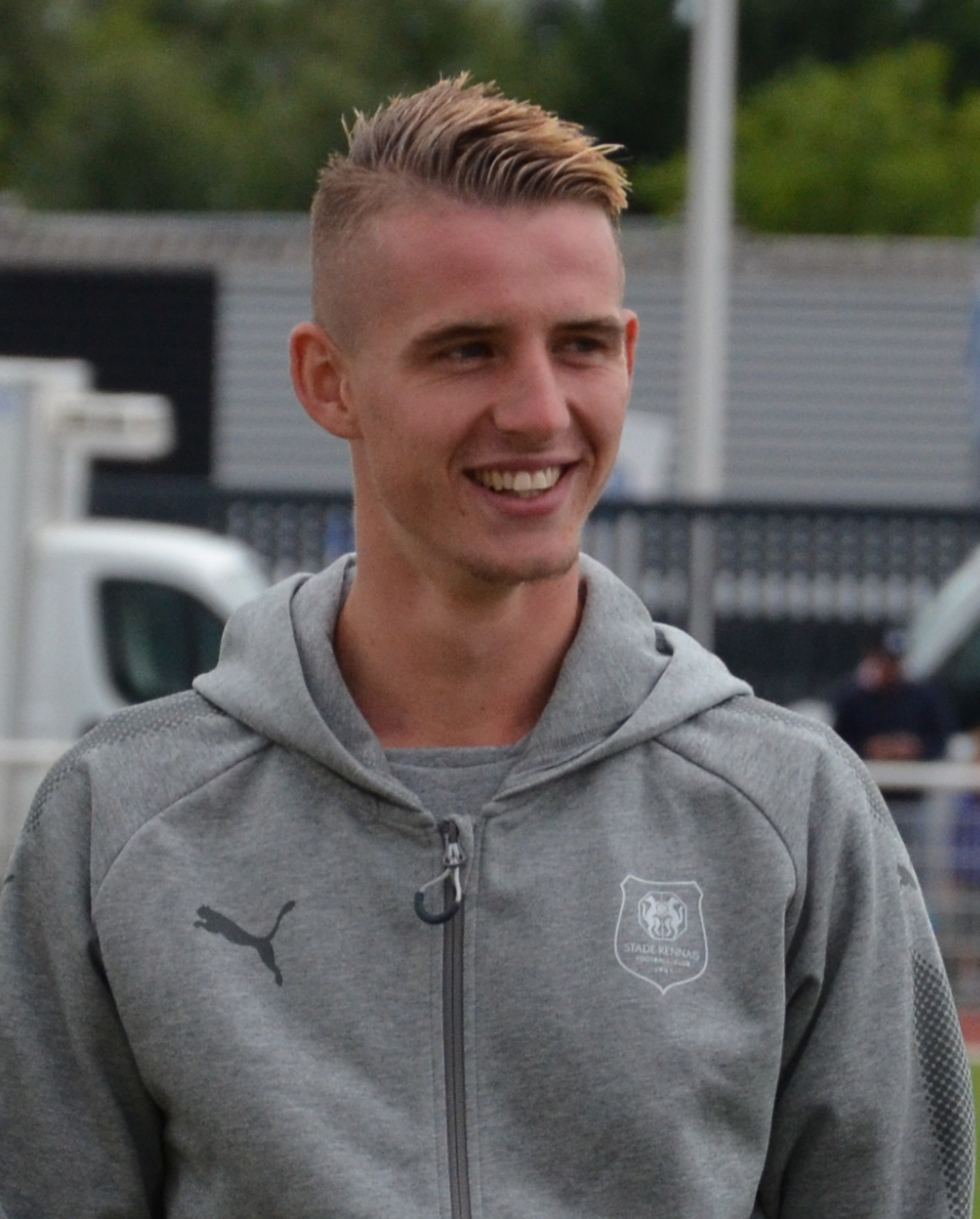
Benjamin Bourigeaud avec le Stade rennais FC (2017).

#### Saison 2017-2018
Le 14 juin 2017, il est transféré au Stade rennais FC, et signe un contrat de quatre ans,,. Le 11 août 2017, il marque sur coup franc son premier but officiel sous ses nouvelles couleurs face à l'Olympique lyonnais, lors de la deuxième journée de Ligue 1. Le 24 septembre 2017, il marque le 2900e but du Stade rennais FC. Sous les ordres de Sabri Lamouchi qui a remplacé Christian Gourcuff en cours de saison 2017-2018, le club opère une remontée spectaculaire et se qualifie pour la Ligue Europa.

#### Saison 2018-2019
Lors de la saison 2018-2019, le club retrouve donc la coupe d'Europe, que découvre Benjamin Bourigeaud. Après un début de saison jugé insuffisant, l'entraîneur est démis de ses fonctions en décembre et remplacé par Julien Stéphan. Lors de la dernière journée de la phase de groupes de Ligue Europa, Benjamin Bourigeaud rate un penalty contre le FK Astana, mais celui-ci est repris par Ismaïla Sarr et le club atteint pour la première fois la phase à éliminations directes. En huitièmes de finale face à Arsenal, il inscrit le premier but de son équipe. La même saison, il remporte la Coupe de France avec son club, battant en finale le Paris Saint-Germain (2-2, puis 6-5 aux t.a.b.). Ce titre est le premier pour le Stade rennais FC depuis 48 ans et son premier trophée de sa carrière. Le 10 décembre 2019, il prolonge son contrat jusqu'en juin 2023 avec le Stade rennais FC,.

#### Saison 2021-2022
Le 17 mars 2022, face à Leicester City (victoire, 2-1), Benjamin Bourigeaud marque le 100e but européen de l'histoire du Stade rennais FC. Le 19 mai 2022, grâce à ses bonnes performances, il est élu joueur du mois de Ligue 1 en avril 2022,,.

#### Saison 2022-2023
Le 2 septembre 2022, malgré des envies de départ, Benjamin Bourigeaud prolonge son aventure avec le Stade rennais FC jusqu'en juin 2026,,.

#### Saison 2023-2024
En début de saison 2023-2024, Benjamin Bourigeaud est intronisé capitaine du Stade rennais FC, succédant à Hamari Traoré qui a rejoint la Real Sociedad. En novembre 2023, l'entraîneur Bruno Génésio est remplacé par Julien Stéphan. Celui-ci décide de confier le brassard au gardien Steve Mandanda, Benjamin Bourigeaud ainsi que Nemanja Matić sont désignés « capitaines de terrain ». Le 11 février 2024, Benjamin Bourigeaud inscrit son 50e but en Ligue 1 face au Havre AC,,.
Le 22 février 2024, il inscrit un triplé contre l'AC Milan lors du match retour des barrages de la phase à élimination directe de la Ligue Europa,. En réalisant cet exploit, il devient le septième meilleur buteur du club en dépassant Henri Belunza au classement et atteint la barre des 60 buts sous les couleurs des Rouge et Noir. Il s'agit également de son premier triplé en carrière. Avec ces trois buts, il est élu joueur de la semaine en Ligue Europa à la suite de l'appel aux votes des supporters lancé par l’Union des associations européennes de football (UEFA) sur les réseaux sociaux.
Le 10 mars 2024, lors d'un match de championnat contre le LOSC Lille (match nul, 2-2), Benjamin Bourigeaud dispute son 300e match avec le maillot du Stade rennais FC.

#### Saison 2024-2025
Lors de la 1re journée de Ligue 1, il inscrit son 66e but contre l'Olympique lyonnais (victoire, 3-0) et dispute son 311e et dernier match avec le Stade rennais FC.
Véritable légende du club breton, il est le 7e joueur ayant disputé le plus de matchs (311) ainsi que le 6e meilleur buteur (66) des Rouge et Noir,. Il est également le meilleur passeur de l'histoire du club avec 63 passes décisives devant Olivier Monterrubio (61) et Jérôme Leroy (33).
À la suite de son départ, Olivier Cloarec, le président du club, déclare que « c’est la fin d’une très belle histoire ». Pour Julien Stéphan, l'entraîneur de l'équipe première, Benjamin Bourigeaud « a laissé une forme d’héritage ». Un documentaire d'une durée de 41 minutes intitulé « Bourige, une empreinte Rouge et Noir » sort au cinéma Arvor de Rennes avant d'être diffusé sur YouTube,.

### Départ pour le Al-Duhail SC

#### Saison 2024-2025
Le 30 août 2024, après sept ans passés au Stade rennais FC, Benjamin Bourigeaud quitte les Rouge et Noir et s'engage avec le Al-Duhail SC,,. Il s'y engage pour trois ans contre une indemnité de transfert s'élevant à 10 millions d'euros,. Avec les Red Knights, il évoluera sous les ordres de Christophe Galtier en Qatar Stars League,.
Le 7 septembre 2024, lors d'un match de Coupe des Étoiles du Qatar, il dispute son premier match sous ses nouvelles couleurs contre le Al-Ahli SC (victoire, 2-0).
Le 23 novembre 2024, il inscrit son premier but avec les Red Knights lors d'un match de championnat contre le Al-Arabi SC et délivre également deux passes décisives (victoire, 0-5).
Le 20 décembre 2024, il marque le deuxième but de son équipe et permet au Al-Duhail SC de remporter la Coupe des Étoiles du Qatar contre le Al-Arabi SC (victoire, 2-1),,.

### En sélection nationale
Benjamin Bourigeaud compte deux sélections en équipe de France des moins de 20 ans. Ces deux matchs sont disputés en mai 2014 contre la Chine puis le Mexique à l'occasion du tournoi de Toulon 2014. À cette occasion, le sélectionneur Ludovic Batelli met en avant son jeu de passe ainsi que son endurance physique.
En mai 2022, il est présélectionné en équipe de France A par Didier Deschamps.

## Statistiques
| Saison                | Club                  | Championnat           | Championnat | Championnat | Championnat | Coupe(s) nationale(s) | Coupe(s) nationale(s) | Coupe(s) nationale(s) | Supercoupe | Supercoupe | Supercoupe | Compétition(s) continentale(s) | Compétition(s) continentale(s) | Compétition(s) continentale(s) | Compétition(s) continentale(s) | Total | Total | Total |
| Saison                | Club                  | Division              | M.          | B.          | P.d.        | M.                    | B.                    | P.d.                  | M.         | B.         | P.d.       | Comp.                          | M.                             | B.                             | P.d.                           | M.    | B.    | P.d.  |
| 2013-2014             | RC Lens               | Ligue 2               | 16          | 0           | 2           | 6                     | 1                     | 0                     | -          | -          | -          | -                              | -                              | -                              | -                              | 22    | 1     | 2     |
| 2014-2015             | RC Lens               | Ligue 1               | 20          | 2           | 1           | 2                     | 0                     | 0                     | -          | -          | -          | -                              | -                              | -                              | -                              | 22    | 2     | 1     |
| 2015-2016             | RC Lens               | Ligue 2               | 30          | 4           | 0           | 2                     | 1                     | 0                     | -          | -          | -          | -                              | -                              | -                              | -                              | 32    | 5     | 0     |
| 2016-2017             | RC Lens               | Ligue 2               | 35          | 3           | 6           | 3                     | 2                     | 0                     | -          | -          | -          | -                              | -                              | -                              | -                              | 38    | 5     | 6     |
| Sous-total            | Sous-total            | Sous-total            | 101         | 9           | 9           | 13                    | 4                     | 0                     | -          | -          | -          | -                              | -                              | -                              | -                              | 114   | 13    | 9     |
| 2017-2018             | Stade rennais FC      | Ligue 1               | 37          | 10          | 6           | 4                     | 2                     | 1                     | -          | -          | -          | -                              | -                              | -                              | -                              | 41    | 12    | 7     |
| 2018-2019             | Stade rennais FC      | Ligue 1               | 34          | 6           | 5           | 8                     | 2                     | 4                     | -          | -          | -          | C3                             | 10                             | 1                              | 1                              | 52    | 9     | 10    |
| 2019-2020             | Stade rennais FC      | Ligue 1               | 25          | 2           | 1           | 5                     | 1                     | 0                     | 1          | 0          | 1          | C3                             | 5                              | 0                              | 0                              | 36    | 3     | 2     |
| 2020-2021             | Stade rennais FC      | Ligue 1               | 37          | 6           | 5           | 1                     | 0                     | 0                     | -          | -          | -          | C1                             | 5                              | 0                              | 1                              | 43    | 6     | 6     |
| 2021-2022             | Stade rennais FC      | Ligue 1               | 38          | 11          | 13          | 1                     | 0                     | 0                     | -          | -          | -          | C4                             | 9                              | 1                              | 3                              | 48    | 12    | 16    |
| 2022-2023             | Stade rennais FC      | Ligue 1               | 37          | 7           | 10          | 2                     | 1                     | 0                     | -          | -          | -          | C3                             | 7                              | 0                              | 3                              | 46    | 8     | 13    |
| 2023-2024             | Stade rennais FC      | Ligue 1               | 32          | 9           | 4           | 5                     | 3                     | 3                     | -          | -          | -          | C3                             | 7                              | 3                              | 1                              | 44    | 15    | 8     |
| 2024-2025             | Stade rennais FC      | Ligue 1               | 1           | 1           | 0           | 0                     | 0                     | 0                     | -          | -          | -          | -                              | -                              | -                              | -                              | 1     | 1     | 0     |
| Sous-total            | Sous-total            | Sous-total            | 241         | 52          | 43          | 26                    | 9                     | 8                     | 1          | 0          | 1          | -                              | 43                             | 5                              | 9                              | 311   | 66    | 61    |
| 2024-2025             | Al-Duhail SC          | Qatar Stars League    | 18          | 3           | 5           | 9                     | 5                     | 2                     | -          | -          | -          | -                              | -                              | -                              | -                              | 27    | 8     | 7     |
| 2025-2026             | Al-Duhail SC          | Qatar Stars League    | 0           | 0           | 0           | 0                     | 0                     | 0                     | -          | -          | -          | ACLE                           | 1                              | 0                              | 1                              | 1     | 0     | 1     |
| Sous-total            | Sous-total            | Sous-total            | 18          | 3           | 5           | 9                     | 5                     | 2                     | 0          | 0          | 0          | -                              | 1                              | 0                              | 1                              | 28    | 8     | 8     |
| Total sur la carrière | Total sur la carrière | Total sur la carrière | 360         | 64          | 57          | 48                    | 18                    | 10                    | 1          | 0          | 1          | -                              | 44                             | 5                              | 10                             | 453   | 87    | 78    |

## Palmarès

### En club
| Stade rennais FC (1)                                                                          | Al-Duhail SC (1) |
| --------------------------------------------------------------------------------------------- | --- |
| - Coupe de France (1) : - Vainqueur en 2019 - Trophée des champions (0) : - Finaliste en 2019 | - Qatar Stars League (0) : - Vice-Champion en 2025 - Coupe du Qatar (0) : - Finaliste en 2025 - Coupe des Étoiles du Qatar (1) : - Vainqueur en 2025 |

### Distinctions personnelles
- Trophée du joueur du mois UNFP de Ligue 1 en avril 2022[15].
- Joueur de la semaine en Ligue Europa après son triplé contre l'AC Milan[50].